# Principado de Heitersheim

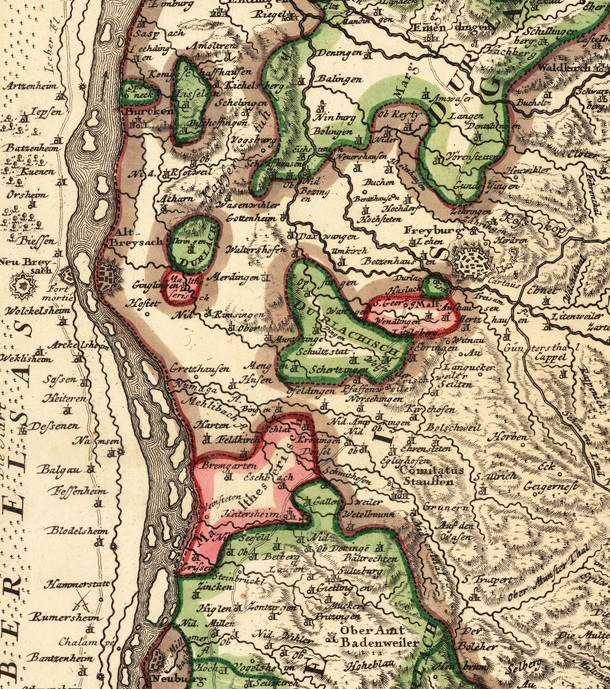
Mapa de Heitersheim (rojo) antes de 1803

Escudo del Principado de Heitersheim

El Principado de Heitersheim ( Fürstentum Heitersheim ) fue un Estado imperial integrante del Sacro Imperio Romano Germánico entre 1548 y 1806. Fue un territorio de los Caballeros Hospitalarios que constaba de varios enclaves no contiguos en Brisgovia. Era miembro del Círculo de Alta Renania. Antes de su ampliación en 1803, tenía una superficie de aproximadamente 4 Reichsmeilen cuadrados (50 km 2 ) y una población de aproximadamente 5 000 habitantes. 
Su ciudad principal, Heitersheim, fue adquirida por los caballeros en 1272 como feudo del margrave Enrique II de Hachberg que, en 1276 concedió a los caballeros el derecho a celebrar su corte (Landgericht) y actuar como Vogt (Justicia). 
En 1428, Heitersheim, que para entonces había obtenido la inmediación imperial, se convirtió en sede temporal del Gran Prior de Alemania, el máximo funcionario hospitalario del reino alemán y en 1505, se convirtió en sede permanente del gran priorato. En 1548, como compensación a los caballeros por los servicios prestados en las guerras contra los turcos, Carlos V le concedió rango principesco y lo admitió en la Dieta Imperial "con asiento y voto" (mit Sitz und Stimme).   El jefe de los Hospitalarios en Alemania ostentaría así el rango de Príncipe Prior (Fürstprior).  Un documento holandés contemporáneo habla del "Maestro y Gran Prior de Alemania, siendo un gobernante mundano y Príncipe del Sacro Imperio, como también [anteriormente] de Rodas y, ahora, de Malta", equiparando el Landeshoheit (supremacía territorial) del prior en el imperio con su soberanía sobre Rodas (1310-1522) y Malta (1530-1798) . 
En el siglo XVIII, Heitersheim cayó gradualmente bajo el dominio de los Habsburgo, que se lo entregaron junto con el resto de Brisgovia al duque Ercole III de Módena en el Tratado de Campo Formio (1797).  En 1803, sin embargo, fue uno de los tres únicos principados eclesiásticos que sobrevivieron a la reorganización provocada por el Reichsdeputationshauptschluss según el Tratado de Lunéville (1801) que puso fin a la Guerra de la Segunda Coalición . Como parte del acuerdo, el duque Ercole recibió el resto de Brisgovia y el Principado de Heitersheim se anexionó el condado de Bonndorf. La preservación de la organización de los caballeros como estado imperial fue en agradecimiento por su servicio militar. De hecho, se pretendía dar oportunidades a muchos de los nobles que habían perdido estatus con la disolución de los cabildos catedralicios . 
Con la disolución del Sacro Imperio Romano Germánico en 1806, Heiterseheim se incorporó al Gran Ducado de Baden .  Esta incorporación fue ordenada por la Confederación del Rin, un grupo de estados imperiales que se habían unido para abandonar el imperio, el 12 de junio de 1806, justo antes de la disolución imperial. El último príncipe prior, Ignaz Balthasar Rinck von Baldenstein,  murió casi exactamente un año después, el 13 de junio de 1807. 